# Віктор Жвікевич
Віктор Жвікевич (пол. Wiktor Żwikiewicz, нар. 19 березня 1950, Бидгощ) — польський письменник-фантаст і журналіст.

## Біографія
Віктор Жвікевич народився у Бидгощі. Батько майбутнього письменника був переселенцем із Віленщини, був зв'язаний із антикомуністичним підпіллям у післявоєнній Польщі, та неодноразово арештовувався органами держбезпеки соціалістичної Польщі. У 1971 році він закнчив геодезичний технікум у рідному місті, та п'ять років працював за спеціальністю в Бидгощському географічно-картографічному підприємстві. З 1975 до 1979 року Жвікевич працював у студентському театрі в Бидгощі як і актор, і режисер. і сценарист. Пізніше протягом кількох років він неодноразово змінював професії, був і вантажником, і дроворубом, і асистентом археолога, пізніше став професійним письменником. Одночасно із навчанням та професійною діяльністю Жмікевич розпочав займатися літературною творчістю, першу свою повість він написав ще під час навчання у школі, проте вона не збереглася. Першим опублікованим оповіданням письменника стало «Відірване кресало», опубліковане в журналі «Młody Technik» у 1971 році. Після цього Жвікевич поступово увійшов до кола найкращих польських фантастів, регулярно публікуючи свої твори як у періодичних виданнях, так і в авторських збірках творів. Уже за два роки після публікації свого першого оповідання Жмікевич отримав другу премію журналу «Młody Technik» за краще фантастичне оповідання за твір «На Чумацькому шляху» (пол. Na mlecznej drodze). І надалі протягом 70—80-х років ХХ століття письменник вважався одним із кращих авторів польської наукової фантастики, а також найперспективнішим серед молодшого покоління фантастів, оскільки вважалось, що він єдиний з цього молодшого покоління старається писати самостійно, а не копіювати Станіслава Лема. Також у цей час Віктор Жвікевич активно співпрацює з польським фандомом, організовує у Бидгощі в 1979 році клуб шанувальників фантастики. Письменник надалі також неодноразово отримує премії за свою творчість, а саме у 1986 році отримує премію Польського Радіо за радіоспектакль «У тіні Сфінкса» (пол. W cieniu Sfinksa), написаний у співавторстві з Кшиштофом Рогозинським, виданий пізніше і як оповідання. У 1987 році Віктор Жвікевич стає лауреатом Єврокону за багатолітню письменницьку творчість. У кінці 80-х років ХХ століття виходять також найвідоміші романи письменника — «Друга осінь» (пол. Druga jesień), який описує тривало підготовлене вторгнення іншопланетної цивілізації на Землю, та «Делірій у Тарсисі» (пол. Delirium w Tharsys), який описує Землю після спустошливої всепланетної катастрофи.
З початку 90-х років ХХ століття, після ліквідації у Польщі соціалістичного ладу, Віктор Жмікевич відійшов від літературної творчості, та вирішив зайнятися власною справою. Він вирішує створити власну компанію з розробки комп'ютерних ігор, проте це завершилось тим, що власну комп'ютерну гру Жмікевич так і не написав, а сам він став жертвою відеоігрової залежності. Унаслідок цієї залежності Жвікевич втратив усі свої гроші, а також покинув свою дружину та трьох дітей. Щоб заробляти хоч якісь кошти на проживання, він розпочав співпрацювати з польським журналом комп'ютерних ігор «Świat Gier Komputerowych», і практично жив у редакції журналу. Проте у 2003 році журнал припинив існування, і Жмікевич залишився без засобів на життя. Деякий час він був безпритульним, навіть Новий рік у 2005 році він зустрів у притулку для бездомних, а в 2006 році він провів кілька місяців за ґратами за злісну несплату аліментів. Надалі йому вдалось на деякий час покращити свій фінансовий стан, він навіть щомісячно проводив огляд у журналі фантастики та літератури жахів «Science Fiction, Fantasy i Horror» у рубриці, яку вів інший письменник-фантаст Марек Жельковський, який носив назву «Жвікіпедія» (пол. Żwikipedia). Проте пізніше матеріальний стан Жвікевича знову погіршився, він жив у незадовільних побутових умовах, також значно погіршилось здоров'я письменника, він переніс ішемічний інсульт. За допомогою своїх знайомих та частини письменників-фантастів матеріальний стан та стан здоров'я Жмікевича покращився, і він з 2017 року веде разом із Мареком Жельковським на радіостанції «Radia Paranormalium» передачу «Bibliotekarium».

## Твори

### Романи
- Друга осінь (пол. Druga jesień, 1982)
- Імаго (пол. Imago, 1985)
- Балада про прокляття (пол. Ballada o przekleństwie, 1986)
- Делірій у Тарсисі (пол. Delirium w Tharsys, 1986)

### Збірки
- Підпалювачі неба (пол. Podpalacze nieba, 1976)
- Щастя в оливковому гаю (пол. Happening w oliwnym gaju, 1977)
- Сіндбад на RQM-57 (пол. Sindbad na RQM-57, 1978)
- Підпалювачі неба (пол. Podpalacze nieba, 1978)
- Кайомарс (пол. Kajomars, 2005)
- Машина (пол. Maszyna, 2014)
- Appendix Solariana (2014)